# 小堀政恒
小堀 政恒（こぼり まさつね）は、江戸時代前期の大名。近江国小室藩3代藩主。官位は従五位下・和泉守。小室藩小堀家4代。遠州流茶道3世家元。号は宗實。

## 略歴
2代藩主・小堀正之の長男として誕生。母は森川氏之の娘。幼名は主繕、初名は小堀政延。
延宝2年（1674年）、父の死去により跡を継ぐ。臨時で駿府加番を務めたことがある。御詰衆、田安御門番などを歴任した。天和2年（1682年）には朝鮮通信使の御馳走役、元禄4年（1691年）には日光東照宮御祭礼奉行を勤める。元禄7年（1694年）元旦に江戸城に登城したとき、急病により倒れて翌日に江戸屋敷で死去した。享年46。法号は法源院。墓所は滋賀県長浜市の孤蓬庵。跡を四男・政房が継いだ。
書は藤田乗因に、茶法は父・正之に学んだ。
『土芥寇讎記』では「（政恒は）茶の湯を好む」とどちらかと言うと宜しくない行状として記されているが、そもそも家元である。

## 系譜
- 父：小堀正之（1620-1674）
- 母：森川氏之の娘
- 正室：円鏡院 - 土岐頼行の娘。
- 側室：真光院 - 青山氏
  - 六男：小堀政峯（1689-1761）
- 生母不明の子女
  - 四男：小堀政房（1685-1713）
  - 女子：岡田善諧正室
  - 女子：小堀克敬（仁右衛門家3代）室